# Erica cristata
Erica cristata är en ljungväxtart som beskrevs av Dulfer. Erica cristata ingår i släktet klockljungssläktet, och familjen ljungväxter. Inga underarter finns listade i Catalogue of Life.